# Rheinhausen (Breisgau)
Rheinhausen (Brisgovia) es un municipio en el distrito de Emmendingen en Baden-Wurtemberg, Alemania.

## Oberhausen
Oberhausen es el barrio meridional de Rheinhausen. A la entrada del pueblo fluye el Dreisam

## Niederhausen
Niederhausen fue mencionado por primera vez en un documento del año 861 DC.

### Puntos de interés
- Plaza del Ayuntamiento[8][9]

## Reservas naturales
- Taubergießen[10][11]
- Elzwiesen[12]